# Valentin Kuz'min
Valentin Viktorovič Kuz'min (in russo Валентин Викторович Кузьмин?; Mosca, 4 gennaio 1941 – Mosca, 9 maggio 2008) è stato un nuotatore sovietico, successivamente russo.

## Carriera
In carriera ha vinto tre medaglie d'oro ai campionati europei.

## Palmares

### Competizioni internazionali
- Europei

Lipsia 1962: oro nei 200m farfalla e argento nella 4x100m misti.
Utrecht 1966: oro nei 200m farfalla e nella 4x100m misti.